# Ventilator Blues
"Ventilator Blues" er en sang fra det engelske rock ’n’ roll band The Rolling Stones, som findes på deres album fra 1972 Exile On Main St..

## Sangen
”Ventilator Blues” markerede den første og eneste gang guitaristen Mick Taylor fik anerkendelse, udover de regulære sangskrivere Mick Jagger og Keith Richards, for en sang. Men Taylors bidrag til sangen vides ikke nøjagtig hvor stor den er, og hans måde at starte sangen på bliver betragtet som en af hovedårsagerne til han blev krediteret . 
Bobby Keys på saxofon og trompet. Jim Price spiller trækbasun, mens Charlie Watts styrer trommerne, og Bill Wyman bass, hvor han jævnligt var fraværende til indspilningerne til Exile . Richards spillede elektrisk guitar med Taylors riff. Udover det spiller Taylor en af sine berømte soloer, over Jaggers stående spørgsmål til lytterne:
| Citat | What you gonna do about it, what you gonna do? Gonna fight it, gonna fight it? | Citat |
|       |                                                                                |       |

## Optagelsen
Optagelserne til ”Ventilator Blues” begyndte sent i 1971. The Stones besluttede at indspille størstedelen af denne sang nede i Richards hjem i Frankrig, Villa Nellcôte. Det var her, i en dårlig ventileret kælder, at sangen blev født . En kendt ting ved sanges optagelse er, at kælderen havde en tendens til at varme guitar strengene, og den lukkede atmosfære gav sangen en tydelig, om end udefineret, lyd. Richards fortæller:” På ”Ventilator Blues” fik vi nogle underlige lyde af noget der gik galt. Hvis noget er forkert glemmer man alt om det, og når man kommer tilbage dagen efter håber man at det har løst sig selv. Eller giver det en ordentlig skalle .” Optagelserne forsatte tidligt i 1972 på Sunset Sound Studios, Los Angeles.
Om sangen sagde Watts i 2003:”Vi øver altid ”Ventilator Blues” (til tour). Det er et fedt nummer, men vi kan aldrig spille den lige så godt som originalen. Der er altid noget, som ikke er helt rigtigt. Enten spiller Keith den en anelse anderledes, eller også gør jeg noget forkert. Det er et fabelagtig nummer, men også en smule vanskeligt. Bobby Keys skrev rytmesektionen, som er den intelligente del af sangen. Bobby sagde:” Hvorfor gør du ikke sådan her?”, så Bobby stod ved siden af mig og klappede, og jeg fulgte hans timing. Sammenlignet med ” Take Five” er det ingenting, men det slog mig fuldstændig af pinden, og Bobby stod bare der og klappede, mens vi lavede nummeret – det er aldrig lykkes os at få det til at hænge sammen igen siden .”

Sangen er kun blevet sunget live en gang på Pacific Coliseum i Vancouver, B. C som starten på 1972 North American Tour for at promovere Exile.

### Fodnote
1. ↑  http://wm05.allmusic.com/cg/amg.dll?p=amg&sql=33:hifrxqtdldse (Webside+ikke+længere+tilgængelig)
2. ↑  http://wm02.allmusic.com/cg/amg.dll?p=amg&sql=33:hifrxqtdldse (Webside+ikke+længere+tilgængelig)
3. ↑  Ventilator Blues by The Rolling Stones Songfacts
4. ↑  Ventilator Blues
5. ↑  Ifølge The Rolling Stones, 2003